# Али ибн Јусуф
Али ибн Јусуф (арап. علي بن يوسف; Сеута, 1083/1084 — 26. јануар 1143) био је алморавидски емир, односно „Амир ел Муслимин” (Принц муслимана) (1106—1143). У време његове владавине држава Алморавида достигла је свој највећи територијални обим, обухватајући у једном тренутку и Сарагосу. Међутим, услед његовог запостављања владарских дужности, почела је убрзано опадати, тако да је недуго након његове смрти нестала са историјске позорнице.

## Биографија

### Порекло и долазак на власт
Али се родио 1083. или 1084. године у Сеути као син алморавидског емира Јусуфа ибн Ташфина и његове супруге Зејнаб ан-Нафзавије. Године 1102. отац га је прогласио престолонаследником. На власт је дошао после очеве смрти 1106. године. У том тренутку војске Леона и Кастиље продрле су дубоко на алморавидске територије. Али је брзо реаговао и, прегруписавши снаге, послао своју браћу Тамима и Мухамеда да изведу контранапад. Године 1108. они су напали град Уклес. Алфонсо VI, краљ Леона и Кастиље, послао је 10.000 људи против њих на челу са својим сином Санчом и два искусна генерала. У великој бици која се повела код града хришћанска војска је доживела тежак пораз, а Санчо и Алфонсови генерали су погинули. Алморавиди су потом заузели Уклес.

### Неодлучна борба са хришћанима
У пролеће 1109. године норвешки принц Сигурд, који је са флотом кренуо у крсташки рат у Свету земљу, стигао је до обале Португалије и заробио 8 алморавидских галија на путу. Затим је освојио Синтру, победио муслимане код Лисабона и заузео град. На даљем путу опљачкао је град Алкасе, потом близу Гибралтара победио још једну алморавидску флоту. Норвежани су касније у току године стигли до Балеарских острва, који је представљао седиште гусара. Ту су опљачкали Форментеру, Ибизу и Менорку и стекли велик плен. Међутим, Али је брзо повратио све изгубљене поседе, па чак их и проширио. Под његову контролу дошла је таифа Сарагоса 1110. године и Сантарем 1111. године.
Подстакнути Сигурдовим успехом, 1113. године владар Каталоније, Рамон Беренгер III, и република Пиза напали су Балеарска острва. Заједничким снагама напали су и Валенсију. Каталонски владар сам је извршио напад на Љеиду и Тортосу, али није успео да их заузме. Године 1114. уследио је напад алморавидског генерала Мухамеда ибн ал-Хаџа на Каталонију у коме је опустошио земљу скоро до Барселоне. Међутим, био је тешко поражен код Мартореља, а затим су поражене и војске које су му долазиле у помоћ. Каталонија и Пиза су без већих проблема до 1115. године завладали Балеарским острвима, али их је Али вратио под своју власт следеће године.
У међувремену, алморавидске територије нападане су константно од стране других држава хришћанске Шпаније предвођених Алфонсом I од Арагона и Наваре. Напади нису дали нарочитог резултата, а Алфонсо је успео само да прошири своје територије у долини Ебра, правећи све већи притисак на Сарагосу. Године 1117. Али ибн Јусуф је лично напао Коимбру у грофовији Португалији, али није успео да заузме град.

### Прекретница: Пад Сарагосе
Током 1118. године црквени сабор у Тулузу прогласио је свети рат против Алморавида. Циљ је било освајање Сарагосе. Арагонско-наварском краљу, који је био предводник тог похода, придружили су се племићи јужне Француске. Алморавидска војска кренула је из Валенсије у помоћ опседнутој Сарагоси, али је била поражена и град се предао 18. децембра. Освојивши Сарагосу, Арагон се учврстио у долини Ебра и проширио своју власт на Тарасону, Калатајуд и Дароку, све до Куенке и Теруела.
Пад Сарагосе представљао је једнако велику победу хришћана у Реконкисти као што је било освајање Толеда од стране Кастиље. Алијева власт на Пиринејском полуострву почела је да слаби. Алморавидски владар остао је у Маракешу, препуштајући решавања питања Ал Андалуза свом брату Тамиму, иначе гувернеру ове области. Како Ал Андалузу није поклањао нарочиту пажњу, алморавидске снаге које су биле стациониране у њему све су мање биле расположене да се упорно боре да би га задржале. Тамим је напао хришћанске земље 1119. и 1121. године, али није постигао значајнији успех.

### Порази у Ал Андалузу
Године 1123. Љеида је успела да се одржи пред нападом хришћана, услед сукоба између Арагона и Каталоније око тога коме ће припасти град, а који је завршен договором да обе стране напусте опсаду. Алфонсо је олако напустио Љеиду да би 1125. године поново напао Алморавиде са циљем да помогне Мосарапима, хришћансим заједницама које су патиле под муслиманском влашћу. Он је продро до Валенсије, Мурсије и скоро до саме Гранаде, пустошећи земљу и водећи за собом Мосарапе. Прешао је Алпухару и опљачкао Малагу, враћајући се 1126. године преко Кордобе, Алкараса и Куенке. Муслиманска војска га је напала код Аринзола, између Гранаде и Кордобе, али је била поражена. Алфонсо је повео са собом око 10.000 Мосарапа. После овог упада Али је преселио један део овог непоузданог становништва у Мароко. 
Користећи заузетост арагонско-наварског краља у наредним годинама, Алморавиди су повратили Фрагу и Мекуиненсу, осигуравши посед над Љеидом. Године 1131. Алфонсо је пошао да поврати изгубљене територије и коначно освоји Љеиду, али је 1134. године, изненађен надмоћнијим снагама, био смртно рањен у бици код Фраге. Смрћу арагонско-наварског краља водеће место у борби шпанских држава против Алморавида преузео је краљ Алфонсо VII од Леона и Кастиље, који је упадао дубоко на територију Ал Андалуза. У почетку је његове снаге успевао да победи Алијев син Ташфин, али су алморавидске снаге биле приморане на одступање. Године 1139. Алфонсо је освојио Ореху, а 1142. године и Корију. У међувремену, португалски гроф Афонсо нанео је 1139. године тежак пораз муслиманима у бици код Орикеа, а следеће године заузео Транкозу.

### Побуна Алмохада
Године 1108. у Мароко се са хаџилука вратио извесни Ибн Тумарт и започео са проповедањем, озбиљно критикујући продају вина, која је била у супротности са исламским учењима. Фанатичан, напао је чак и Алијеву сестру зато што није носила хиџаб. Али је дозволио да побегне без казне. Ибн Тумарт је нашао уточиште код племена Масмуда на Атласу, где је ступио у савез са Абд ал-Мумином, алжирским Бербером и алморавидским великодојстојником. Њихова борба против Алијеве власти у почетку није била нарочито успешна, али ни Али није успевао да је угуши. Абд ал-Мумин је крио Ибн Тумартову смрт пуне две године, док 1130. године није преузео вођство над побуњеницима. Године 1133. прогласио се за калифа и основао династију Алмохада. Сам Али ибн Јусуф није преузео довољно да би то спречио. Проводећи већину времена молећи се, он је запостављао своје државничке послове, док се власт Алморавида урушавала и у Африци.

## Смрт и значај
Али ибн Јусуф је умро 26. јануара 1143. године. На престолу га је наследио син Ташфин. Поред Ташфина, иза себе је оставио још једног сина Исхака, чијом се смрћу, пола деценије касније, завршило постојање државе Алморавида.
Упркос политичком опадању, владавина Алија ибн Јусуфа била је период процвата културе и уметности у царству Алморавида. Арапски географ и путописац Мухамед ел Идриси чак помиње извесног Ахмеда ибн Умара који је по Алијевом налогу пловио на запад до мора прекривеног морском травом. Ово море се обично идентификује са Саргашким морем, које се налази око Бермуда у Атлантском океану.